# Mario Ancillotti
Mario Ancillotti (Firenze, 1946) è un flautista italiano.

## Biografia
Si è formato al Conservatorio di Firenze dove ha studiato con Salvatore Alfieri, Luigi Dallapiccola, Roberto Lupi, Franco Rossi, Piero Farulli e Piero Bellugi.
Tra il 1970 e il 1979 ha ricoperto l’incarico di primo flauto presso l’Orchestra della RAI di Roma (al fianco di Severino Gazzelloni) e dell'Accademia di Santa Cecilia.
Si è dedicato poi interamente all'attività solistica e cameristica, che lo ha portato a collaborare con musicisti come Salvatore Accardo, Riccardo Muti, Luciano Berio, Goffredo Petrassi, Salvatore Sciarrino, Hans Werner Henze, Bruno Canino, Vladimir Spivakov e Bruno Giuranna, suonando sotto la guida di Peter Maag, Sylvain Cambreling, Ernest Bour, Hubert Soudant e Krzysztof Penderecki.
Ha insegnato nei conservatori di Roma, Perugia, Firenze, alla Scuola di Musica di Fiesole e al Conservatorio della Svizzera Italiana. Tiene corsi e seminari in Svizzera, Austria, Francia, Germania, Giappone, Usa, Messico, Cile, Argentina, Cina, Repubblica Ceca, Spagna, Italia.
Organizzatore e direttore artistico di rassegne musicali in Italia (Isola d'Elba) e all'estero (Cina - Chengdu) è fondatore e animatore del Festival Suoni Riflessi di Firenze nel quale la musica si confronta con le altre arti ed espressioni. In questo contesto ha collaborato con musicisti come Fabio Vacchi, Bruno Giuranna, Massimo Quarta, Giovanni Sollima, Piernarciso Masi, Bruno Canino e con personaggi della cultura e dello spettacolo come Moni Ovadia, Sergio Givone, Stefano Bartezzaghi, Maddalena Crippa, Milena Vukotic, Luigi Lo Cascio, Sonia Bergamasco, Monica Guerritore.
Ha prodotto una cospicua discografia, incidendo per etichette quali Dynamic, Tactus, Camerata Tokyo e Naxos.

## Discografia
- Antonio Vivaldi, Opera X, "Sei concerti per flauto ed archi", Tactus:

1. Concerto in Fa maggiore "La tempesta di mare" op. 10, n. 1, RV 433;
2. Concerto in Sol minore "La notte", op. 10, n. 2, RV 439;
3. Concerto in Re maggiore "Il gardellino", op. 10, n. 3, RV 428;
4. Concerto in Sol maggiore, op. 10, n. 4, RV 435;
5. Concerto in Fa maggiore, op. 10, n. 5, RV 434;
6. Concerto in Sol maggiore "Il cavallo", op. 10, n. 6, RV 437;

- Antonio Vivaldi, Concerto per flauto in Sol minore, "La notte", op. 10, n. 2, RV 439; Unico Wilhelm van Wassenaer, Concerto Armonico n. 2 in Sol maggiore; A. Vivaldi, Concerto per flauto in Do maggiore, RV 443, Giovanni Battista Pergolesi, Concerto per flauto e 2 Violini in Re maggiore; A. Vivaldi, Sinfonia per archi in Si minore RV 169, "Al Santo Sepolcro"; G. B. Pergolesi, Concerto per flauto e due violini in Sol maggiore; A. Vivaldi, Concerto per archi in La maggiore, RV 163, I solisti di Perugia, Dynamic
- Antonio Vivaldi, Chamber Music, Camerata Tokyo, 2004;

1. Concerto in La minore per oboe, due violini, viola e basso continuo F.VII-9 RV462);
2. Sonata in Do maggiore, per violino, oboe, Organo Obbligato e "Salomè" Ab Libitum (RV779);
3. Concerto in Sol minore per flauto, oboe, fagotto e basso continuo F.XII-6 (RV107);
4. Concerto in Fa maggiore per flauto, oboe, fagotto, 2 violini, viola e basso continuo "La Tempesta Di Mare" F.XII-28 (RV433);
5. Concerto in Sol minore per flauto, fagotto, archi e basso continuo "La Notte" F.XII-5 (RV439);
6. Concerto in Re maggiore per flauto, oboe, violino, fagotto e basso continuo "Del Gardellino" F.XII-9 (RV428);

- Antonio Vivaldi, Concerti per flauto e archi, Camerata Tokyo;
- Johann Sebastian Bach: Sonate e arie per flauto (clavicembalo Claudio Brizi), Camerata Tokyo
- Johann Sebastian Bach, Fantasie Cromatiche, Mario Ancillotti, Claudio Brizi, Amadeus, 2012
- Johann Sebastian Bach, Offerta Musicale, (con Giuliano Carmignola violino e viola, Franco Rossi violoncello, Anna Maria Pernafelli clavicembalo), Edipan;
- Italian Flute Concertos: I solisti di Perugia, Nuova Era, 1991;

1. Luigi Boccherini, Co#ncerto per flauto in Re maggiore;
2. Giuseppe Cambini, Concerto per flauto in Re maggiore;
3. Giovanni Battista Martini, Concerto per flauto in Sol maggiore;
4. Niccolò Piccinni, Concerto per flauto in Re maggiore;

- Johann Michael Haydn, Concerto Works, I Solisti Di Perugia diretti da Thomas Indermühle, Camerata Tokyo, 2006

1. Concertante per Organ (Cembalo) e viola in Do maggiore P.55
2. Concerto per flauto e orchestra in Re maggiore P.56
3. Concerto per violino e orchestra in Si bemolle maggiore P.53

- Franz Schubert, Introduzione, tema e variazioni op.160; Franz Joseph Haydn, Flotenuhr - Trii hob XV n.15 - 16; M. Ancillotti flauto, Pier Narciso Masi pianoforte, F. Rossi violoncello. Swiss Pan * Scriabiniana (Camerata Tokyo)
- Bartolomeo Campagnoli, Concerto in sol maggiore per flauto, Op. 3, No. 3; Duo in La maggiore Op. 2, No. 2; Duo in do maggiore op. 2, n. 6, Dynamic, CDS273
- Saverio Mercadante, Alessandro Rolla, Giovanni Battista Viotti: Italian Flute Quartets, M. Ancillotti flauto, M. Sirbu violino, J. Creitzviola, M. Dancila violoncello, Nuova Era;
- Carl Reinecke: Sonata per flauto "Undine" op. 167; Julius Rietz: Sonata per flauto in sol maggiore op. 42; Bernhard Molique: Introduzione, Andante e Polonaise, op. 43, Dynamic, CDS104
- Claude Debussy, Prélude à l'après-midi d'un faune; Syrinx; Sonata per flauto e arpa; Maurice Ravel, Trois poèmes de Stéphane Mallarmé; Chansons Madécasses; Introduzione e Allegro; orchestra Ensemble Nuovo Contrappuntodiretta da M. Ancillotti, Soprano Susanna Rigacci, Amadeus, 2008;
- Claude Debussy, Sei epigrafi antiche - trascrizione di M. Ancillotti); Sergej Prokof'ev, Sonata op. 94 (versione originale per flauto); Edvard Grieg, Sonata per Violino op. 13 - trascrizione di M. A.; Pier Narciso Masi pianoforte; Rainbow Amadeus;[3]
- Aleksandr Nikolaevič Skrjabin, Scriabiniana, 8 pezzi per flauto e pianoforte su arrangiamento di Boris Bekhterev, M. Ancillotti flauto, Boris Bekhterev pianoforte; Camerata Tokyo;
- Manuel de Falla, El Amor Brujo; El Retablo De Maese Pedro, orchestra Nuovo Contrappunto diretta da Mario Ancillotti, Amadeus, 2007;
- Goffredo Petrassi, Concerto per flauto; Concerto per pianoforte (Bruno Canino; La follia di Orlando Suite (Orchestra Sinfonica di Roma diretta da Francesco La Vecchia); Naxos Records, 2014;
- Goffredo Petrassi, Opere complete per flauto, (contiene: Concerto per flauto e orchestra (1960), Orchestra Sinfonica Siciliana diretta da Hubert Soudant; Souffle (1969); Romanzetta (1980) Pianoforte Leonardo Bartelloni; Ala (1972); Dialogo Angelico (1948), flauti: Luciano Tristaino, Mario Ancillotti), Koch Schwann, 1996;
- Luciano Berio,Ricorrenze - Works For Wind Instruments, Materiali Sonori 1998;

1. Ricorrenze;
2. Sequenza I, Sequenza VII, Sequenza IX;
3. Opus Number Zoo;

- Musiche Per Pellizza Da Volpedo, direttore Mario Ancillotti, Ensemble Nuovo Contrappunto, Soprano Tiziana Scandaletti, voce recitante Giovanni Moretti, Nuova Era, 2000;;

1. Coprirlo Di Fiori E Di Bandiere, di Ennio Morricone, testo di Alfonso Gatto;
2. Macchina Per Il Quarto Stato, di Riccardo Piacentini, testo di Giuseppe Pellizza da Volpedo;
3. E Se Sarò Solo, di Fabrizio Casti
4. Come Fiumana, di Ada Gentile, testo Giuseppe Pellizza da Volpedo
5. La Fabbrica Illuminata, di Luigi Nono, testi di Cesare Pavese e Giuliano Scabia;
6. Dai Calanchi Di Sabbiuno, di Fabio Vacchi;
7. La Prima Figura Da Sinistra, di Fabio Vacchi;
8. Santuario, di Marino Baratello, testo di Giuseppe Pellizza da Volpedo;